# 哈倫·奧斯曼
哈倫·奧斯曼·奧斯曼奧盧（土耳其語：Harun Osman Osmanoğlu；1932年1月22日—）為奧斯曼王朝的第46代領袖。他被廣為人知的鄂圖曼姓名為哈倫·奧斯曼·奧斯曼奧盧·阿凡提王子。

## 生平
哈倫·奧斯曼·奧斯曼奧盧的父親為穆罕默德·阿卜杜勒克林王子：阿卜杜勒-哈米德二世長子穆罕默德·塞利姆王子的獨生子。當鄂圖曼王朝在1924年被驅逐、流放時，他們便移居至貝魯特。後來穆罕默德·阿卜杜勒克林在1935年去世後，留下了分別在1930年和1932年出生的兩個孩子，使他們成為孤兒。而在其祖父穆罕默德·塞利姆於1937年死後，哈倫·奧斯曼·奧斯曼奧盧身邊只剩下他的母親而已，再無他人陪伴其左右。這家人就在國外度過漫長的外國流亡生涯，直到1974年，土耳其政府允許王朝成員返回祖國後，一家人便移居伊斯坦堡。後來，在其兄長丹達爾·阿里奧斯曼於2021年死後，他便成為了新一任的鄂圖曼領袖。之後她一直住在伊斯坦堡，並留有九個孫子。
在其兄長去世之時，當時的土耳其總統雷傑普·塔伊普·埃爾多安曾致電哈倫·奧斯曼，並向其家人表示哀悼。根據土耳其之聲之法語網站表示「奧斯曼奧盧感謝埃爾多安總統，並說他一直為後者祈禱。後他在電話採訪中討論了當時在土耳其廣播電視公司第一台播出的《帕伊塔：阿卜杜勒哈米德》，並表示他一直有在追這個電視劇。」近年來，關於鄂圖曼帝國的連續劇在土耳其國內的受歡迎度顯著增長，埃爾多安政府則開始鼓勵土耳其國民緬懷前鄂圖曼帝國的偉大──這時不時被稱為是「新鄂圖曼主義」。

## 家庭
哈倫·奧斯曼·奧斯曼奧盧與法里澤夫人結婚後育有兩子一女：
- 奧爾罕·奧斯曼奧盧（1963年8月25日生於大馬士革[7]），於1985年12月22日和努蘭·耶爾德茲夫人結婚，[7]並育有一子四女：
  - 尼兒汗·奧斯曼奧盧·蘇丹娜（英语：Nilhan Osmanoglu）（1987年4月25日生於伊斯坦堡[7]），於2012年9月22日在伊斯坦堡和新郎穆罕默德·贝鲁尔·瓦坦塞韋爾結婚，並育有一子一女：
    - 漢扎德·瓦坦塞韋爾·哈尼姆蘇丹女（生於2013年7月2日）[8]
    - 苏丹扎德·穆罕默德·瓦赫德丁·瓦坦塞弗（生於2014年10月14日）[9]

  - 亞武茲·塞利姆·奧斯曼奧盧王子（1989年2月22日生於伊斯坦堡[7]），於2021年7月4日和達姆拉·伊西克結婚。[10]
  - 尼呂芙·奧斯曼奧盧·蘇丹娜（1995年5月5日生於伊斯坦堡[7]），於2021年6月12日和梅利赫·巴斯圖結婚。[11]
  - 贝尔娜·奧斯曼奥卢·蘇丹娜（1998年10月1日生於伊斯坦堡[7]）
  - 阿西亞汗·奧斯曼奧盧·蘇丹娜（2004年生於伊斯坦堡）
- 努兒汗·奧斯曼奧盧·蘇丹娜（1973年11月20日生於大馬士革[7]），於1994年4月15日在伊斯坦堡和新郎達馬特薩米爾·哈希姆貝伊（生於1959年1月24日[7]）結婚，後來離婚並沒有子嗣，後來與另一位新郎穆罕默德·阿馬爾·薩格吉貝伊結婚，並育有一子一女：
  - 蘇丹扎德（英语：Sultanzade）穆罕默德·哈利勒·薩格吉貝伊（生於2002年）
  - 莎拉·薩格吉·哈尼姆蘇丹女（生於2004年）
- 阿卜杜勒哈米德·卡伊漢·奧斯曼奧盧·阿凡提王子（生於1979年8月4日[7]），後和瓦拉·奧斯曼奧盧結婚[12]並育有兩子：
  - 哈倫·奧斯曼奧盧·阿凡提王子（生於2007年12月1日）[12]
  - 阿卜杜拉齊茲·奧斯曼奧盧·阿凡提王子（生於2016年8月12日）[13]